# Подзігун Максим Віталійович
Подзігун Максим Віталійович (нар. 10 липня 1985, Київ) — український спортивний коментатор.

## Кар'єра
Коментував такі відомі перегони, як Формула-1, Moto GP, Race of champions, DTM, A1 GP, WRC, огляди WRC, а також працював у проектах «PRIME YALTA RALLY», щоденники Дакар, «Africa eco race» та інші, а також спортивний покер.

### Формула-1
Розпочав свою кар'єру коментатора та телеведучого у 2006 році на телеканалі Мегаспорт, куди його запросили коментувати Формулу-1 після того, як пройшов кастинги коментатора. Сезон 2006 коментував з Тимуром Чилачавою, сезони 2007 і 2008 — сам. У 2009—2010 рр. Подзігун продовжив коментувати Формулу-1 на К1.
У 2011 році компанія «Chervonenko Racing» викупила права на трансляцію Формули-1 для Першого національного. Спочатку канал призначив коментаторами Віктора Савінова і Тимура Чилачаву, однак згодом рішенням компанії «Chervonenko Racing» вони були замінені на Максима Подзігуна.
Коментував Формулу-1 і на каналі Мега, який вів трансляції перегонів починаючи з гран-прі Сінгапуру 2012 до кінця 2014 року.
У листопаді 2012 року також став ведучим щотижневої програми «На максимумі!: З Максом Подзігуном» на «Радіо ProFormula» — першій українській автоспортивній on-line радіостанції.
Коментував сезон 2018 Формули-1, який транслювався українським телевізійним каналом «Перший автомобільний».
З Гран-Прі Монако 2019 коментує Формулу 1 в спортивному пабі «Champion Hall».
З Гран-Прі Бельгії 2021 коментує Формулу 1 на телеканалі Setanta Sports.

## Коментування
| Вид спорту        | Роки       | Телеканал                       |
| ----------------- | ---------- | ------------------------------- |
| Формула-1         | 2006—2008  | Мегаспорт                       |
| Формула-1         | 2009—2010  | К1                              |
| Формула-1         | 2011       | Перший національний             |
| Формула-1         | 2012—2014  | Мега                            |
| Формула-1         | 2018       | Перший автомобільний            |
| Формула-1         | з 2021     | Setanta Sports, Setanta Sports+ |
| Moto 125cc        | 2009       | Мегаспорт                       |
| Moto 250cc        | 2009       | Мегаспорт                       |
| Moto 2            | 2010       | Перший автомобільний            |
| Moto GP           | 2009       | Мегаспорт                       |
| Moto GP           | 2010       | Перший автомобільний            |
| WRC               | 2007—2008  | Мегаспорт                       |
| WRC               | 2009— 2014 | Перший автомобільний            |
| DTM               | 2006       | Канали «Поверхность ТВ»         |
| A1 Grand Prix     | 2006—2007  | Канали «Поверхность ТВ»         |
| Race of Champions | 2010       | Перший автомобільний            |
| Покер             | 2010—2011  | НТН, Мега                       |